# Andohapatsakana
Andohapatsakana är en ort i Madagaskar. Den ligger i den centrala delen av landet, 220 km söder om huvudstaden Antananarivo. Andohapatsakana ligger 1 437 meter över havet och antalet invånare är 1 841.
Terrängen runt Andohapatsakana är huvudsakligen kuperad, men åt nordost är den platt. Runt Andohapatsakana är det ganska tätbefolkat, med 104 invånare per kvadratkilometer. Det finns inga andra samhällen i närheten. I omgivningarna runt Andohapatsakana växer huvudsakligen savannskog.